# 빌린 입
빌린 입은 대한민국의 싱어송라이터 이민휘의 데뷔 정규 음반이다. 2016년 11월 17일 발매되었다. 이 음반은 2017년 한국대중음악상에서 최우수 포크 음반을 수상했다.

## 배경
이민휘는 솔로 데뷔 이전 무키무키만만수에서 만수라는 예명으로 인기를 얻었다. 인디포스트와의 인터뷰에서, 이민휘는 "무키무키만만수 때는 이런 저런 얘기를 늘어놓았던 반면, 솔로 앨범은 한 가지 주제로 묶어서 작업했다는 점이 다릅니다."라고 인터뷰 한 바 있다.

## 평가
IZM의 김반야는 "여러 목소리를 빌려 더블링하고 신스, 알토 플롯, 트럼펫, 실로폰, 현악 3중주 같은 악기들을 사이키델릭하게 중첩시켰다."라고 평가했다. 웨이브의 성효선은 음반을 두고 "세상의 온갖 부조리를 매일 마주하며 좌절과 절망을 겪지만 빌린 입으로만 이야기하거나 침묵하는 사람에게 이 앨범은 좋은 자극제와 방향이 될 것이다."라고 표현했다.

## 곡 목록
| #            | 제목                                 | 재생 시간 |
| ------------ | ------------------------------------ | --------- |
| 1.           | 〈돌팔매 (Stone-Throwing)〉          | 2:01      |
| 2.           | 〈빌린 입 (Borrowed Tongue)〉        | 4:23      |
| 3.           | 〈거울 (Mirror)〉                    | 2:36      |
| 4.           | 〈부은 발 (Swollen Foot)〉           | 4:47      |
| 5.           | 〈꿈 (Dream)〉                       | 3:28      |
| 6.           | 〈깨진 거울 (Broken Mirror)〉        | 4:16      |
| 7.           | 〈받아쓰기 (Dictée)〉                | 2:46      |
| 8.           | 〈침묵의 빛 (The Light of Silence)〉 | 4:49      |
| 총 재생 시간 | 총 재생 시간                         | 29:06     |